# Biserica Caimata
Biserica Caimata a fost o biserică, din București, pe locul actualului sediu Piraeus Bank, fost Hotel Modern. 
Biserica Caimata a fost ridicată în 1731, de către Necula Bozianul, fost ceauș de aprozi, împreună cu soția sa Stanca, și demolată în 1892, deci după 160 de ani de sfântă existență.
Din biserică s-a păstrat pisania, datată 23 octombrie 1731, înscrisă pe o piatră cu dimensiunea de 78/151 cm, cu următorul text:
Această sfântă și dumnezeiască biserică, cu ajutorul lui Dumnezeu, iaste făcută și zidită den temeliia ei de dumnealui jupân Necula biv ceauș ză aprozi, Boziianul, cu jupâneasa dumnealui, Stanca, ajutorind și alți creștini mahalagii I neguțători cu cât s-a putut, care-I s-au pusu numele loru în pomelnicu sfintei biserici, că să fie pomeniți în veci; și infrumusețându-se pă denauntru și pă denafară cu toate podoabele, precum se vede, unde să cinstește și să prăznuiaște hramul Adormirei Preasfintei stăpânii noastre Născătoarei de Dumnezeu și pururea Fecioară Maria, începându-se în zilele răposatului domni Ion Nicolae Alixandru voevod și săvârșindu-să în zilele prealuminatului domnului nostru Ion Mihai voevod, în anul de la zidirea lumii 7240 în luna lui octomvrie în zile 23.
Biserica apare în operele unor scriitori precum Ion Luca Caragiale (deja demolată de primarul Pache Protopopescu, în schița Articolul 214) ca și la Eugen Barbu, în Princepele. Acolo ar fi început o crâncenă epidemie de ciumă. Aceasta vrea să sugereze că domnia ipotetică a Princepelui e datată după 1732. 
Caimata fusese înălțată în regim fanariot, sub Constantin Mavrocordat, în a doua domnie dintre cele șase (octombrie 1731 - 1733). Acesta a domnit, oscilant, în Muntenia și Moldova de șase respectiv patru ori. În 1732 era la București, dar în 1733, la târnosirea bisericii, domnea deja un Ghica. Iar strada rămasă și azi cu numele Caimatei ajunge în plin secol XX într-o povestire a lui Mircea Eliade. La biserica zisă Caimata, breasla lăutarilor o celebra anual, de hram, pe patroana ei Sfânta Paraschiva.